# Markus Fuchs (Politiker)
Markus Fuchs (* 5. Oktober 1968 in Augsburg) ist ein deutscher Politiker (Alternative für Deutschland). Seit 2024 ist er Abgeordneter im Hessischen Landtag und Fraktionsvorsitzender im Frankfurter Stadtparlament.

## Leben
Fuchs legte 1988 das Abitur am Humanistischen Gymnasium bei St. Stephan, Augsburg ab und studierte dann von 1989 bis 1996 Alte Geschichte und Religionswissenschaft an der Universität Tübingen mit dem Abschluss Magister Artium. Von 1997 bis 2000 war er Wissenschaftliche Mitarbeiter am Historischen Seminar, Abteilung für Alte Geschichte der Universität Tübingen. Zwischen 2000 und 2004 arbeitete er als angestellter Technischer Redakteur und Übersetzer in Reutlingen und von 2004 bis 2020 als selbstständiger Technischer Redakteur und Übersetzer.

## Politik
Zwischen 1987 und 2012 war er Mitglied der SPD. 2013 trat er der AfD bei. In der Partei war er von September 2015 bis November 2017 Kreisvorsitzender der AfD Frankfurt am Main und ist seit Dezember 2019 stellvertretender Kreisvorsitzender der AfD Frankfurt am Main. Er gehört seit 2016 der Stadtverordnetenversammlung der Stadt Frankfurt an, war von 2020 bis 2023 Fraktionsgeschäftsführer und ist seit Januar 2024 Fraktionsvorsitzender der kommunalen AfD-Fraktion in Frankfurt am Main.
Bei der Landtagswahl in Hessen 2023 wurde er auf Platz 17 der AfD-Landesliste in den Landtag gewählt, dem er seit dem 18. Januar 2024 angehört. Er ist fachpolitischer Sprecher der AfD-Landtagsfraktion für Digitales und Datenschutz. Im Landtag gehört er dem Hauptausschuss, dem rechtspolitischen Ausschuss und dem Ausschuss für Digitales, Innovation und Datenschutz an. Daneben ist er Mitglied der Versammlung der Medienanstalt Hessen.